# Walter Meissner
Fritz Walter Meißner (Berlín, 16 de diciembre de 1882 - Múnich, 16 de noviembre de 1974) fue un físico alemán.

## Biografía
Walther Meißner estudió ingeniería mecánica en la Universidad Técnica de Charlottenburg de 1901 a 1904 y luego matemáticas y física en la Universidad Friedrich Wilhelm de Berlín. Como uno de los pocos estudiantes de doctorado de Max Planck, se doctoró en 1907 sobre el tema de la teoría de la presión de radiación.
En 1908, Meißner se unió al Physikalisch-Technische Reichsanstalt y fue nombrado consejero de gobierno en 1915 y consejero superior de gobierno en 1927. En el laboratorio de pirometría inicialmente se encargó de los trabajos de prueba e investigación en el campo de la termometría y en 1913 se trasladó al laboratorio de investigaciones eléctricas. Presumiblemente, debido a su experiencia en ingeniería mecánica, se suponía que debía construir una planta de licuefacción de hidrógeno para la investigación en el campo de la física de bajas temperaturas. Fue ampliada después del final de la guerra (Meißner participó en la guerra como voluntario de 1915 a 1918). De 1922 a 1925, Meissner construyó una planta de licuefacción de helio , que fue la tercera del mundo (después de Leiden y Toronto ). Meißner dirigió el laboratorio de frío más grande y el laboratorio de investigación atómica eléctrica creado en 1927.
Desde 1922 a 1925 construyó el tercer licuefactor más grande de helio del mundo. En 1933 descubrió el efecto Meissner, la desaparición de todo campo magnético en el interior de un superconductor. Un año más tarde fue nombrado director del departamento de física técnica en la Technische Universität de Múnich. Tras la Segunda Guerra Mundial fue elegido el primer presidente de la Academia de Ciencias Bávara. En 1946 se convirtió en el director de la primera división de la comisión de investigación de la Academia en física de bajas temperaturas. Los laboratorios en los que trabajaba se encontraban en la ciudad de Herrsching am Ammersee hasta 1965, fecha en la que fueron desplazados a Garching.
Walter Meissner, murió en Múnich, República Federal de Alemania, RFA, el 16 de noviembre de 1974.

### Superconductividad
La superconductividad es un fenómeno en el que ciertos materiales, cuando se enfrían por debajo de una temperatura crítica, experimentan resistencia eléctrica cero y expulsión de campos magnéticos. Heike Kamerlingh Onnes (Países Bajos) descubrió la falta de resistencia eléctrica en el helio líquido en 1911. En 1933, Fritz Walther Meissner y Robert Ochsenfeld (Alemania) descubrieron que las sustancias que experimentaban superconductividad expulsaban sus campos magnéticos, lo que se conoció como el Efecto Meissner. En 1935, Fritz y Heinz London (Alemania) desarrollaron una explicación matemática para la superconductividad. Lev Landau y Vitaly Ginzburg (URSS) propusieron una teoría fenomenológica de la superconductividad en 1950. John Bardeen, Leon Cooper y John Scheiffer (EE. UU.) desarrollaron una teoría microscópica completa de la superconductividad (la teoría BCS) en 1957. Los modelos Landau-Ginzburg y BCS se conciliaron a través del trabajo de NN Bogolyubov (URSS) en 1958 y Lev Gor'kov (URSS) en 1959.